# Anthropocène

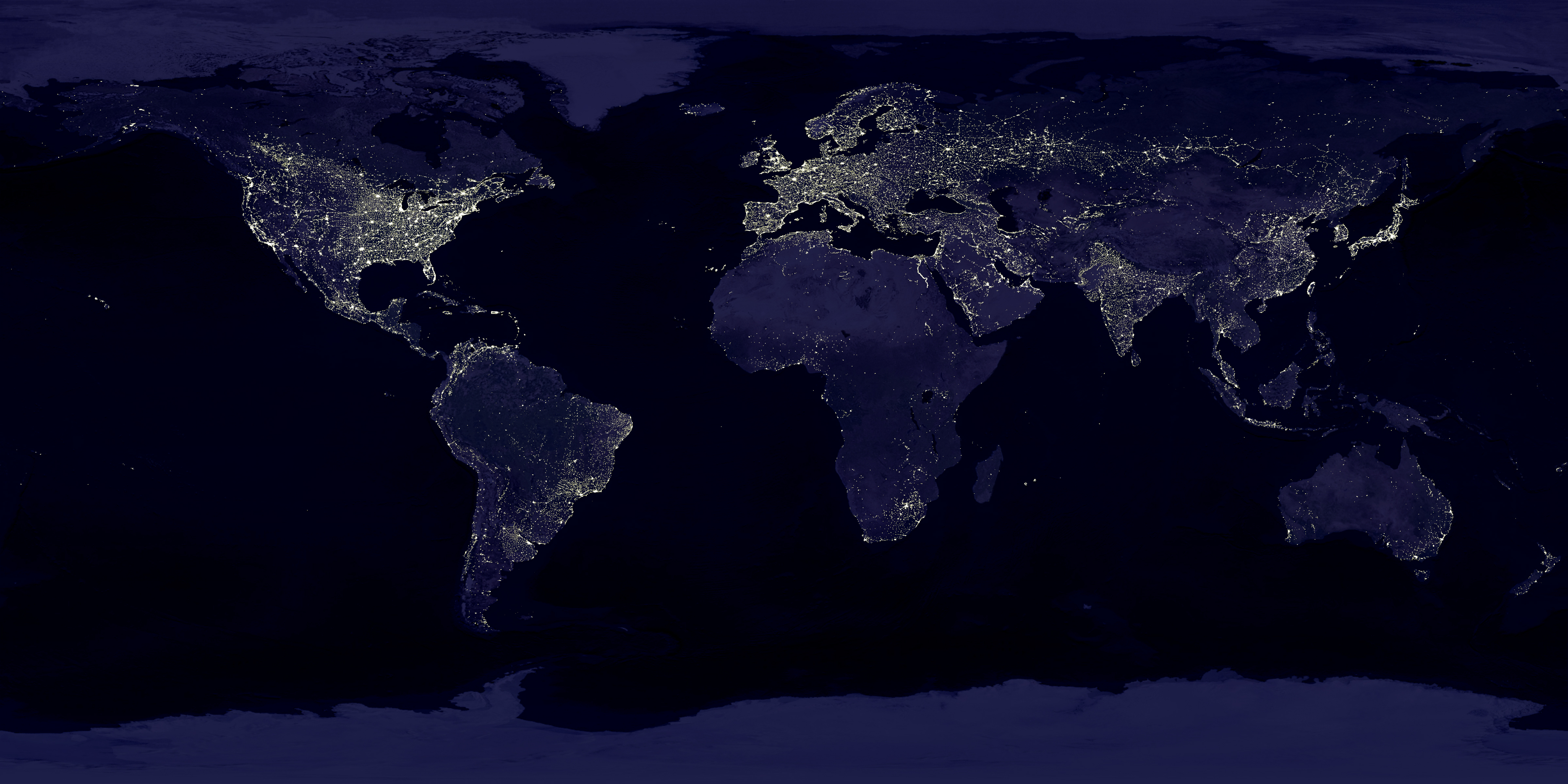
La Terre, la nuit. Image nocturne simulée du monde durant l'Anthropocène, ici en 1994-1995.

L'Anthropocène est un néologisme désignant une nouvelle époque géologique qui débute au moment où l'influence de l'être humain sur la géologie et les écosystèmes est devenue significative à l'échelle de l'histoire de la Terre.
L'aspect significatif doit se traduire par des changements visibles ou des marqueurs spécifiques dans les strates géologiques ou glaciaires, à la fois global dans l'espace (présent partout sur la planète) et synchrone dans le temps (apparaissant au même moment aux différents endroits), et formalisé par un point stratotypique mondial, comme les autres époques géologiques
Le terme, qui signifie « ère de l'être humain », a été popularisé en 2000 par le météorologue et chimiste de l'atmosphère Paul Josef Crutzen, prix Nobel de chimie. Il reprend la désignation, par Eugene Stoermer, biologiste, en 1980, d'une époque qui aurait débuté à la fin du XVIIIe siècle avec la révolution industrielle, et succéderait ainsi dans l'échelle des temps géologiques à l'Holocène, période du Quaternaire ayant débuté il y a 11 700 ans.
La notion d'Anthropocène n'est cependant pas admise par la communauté scientifique géologique – spécifiquement au sein de la commission internationale de stratigraphie (ICS) de l'Union internationale des sciences géologiques (UISG) – qui détermine les subdivisions de l'échelle des temps géologiques. Aucun marqueur global faisant consensus n'a encore été trouvé. Le concept est malgré tout de plus en plus utilisé dans les médias et la littérature scientifique et a aussi provoqué de nombreux débats et recherches dans différents champs scientifiques.

## Concept

### Étymologie
Anthropocène est un néologisme construit à partir du grec ancien ἄνθρωπος (anthrôpos, « être humain ») et καινός (kainos, « nouveau », suffixe relatif à une époque géologique), en référence à une nouvelle période où l'activité humaine est devenue la contrainte géologique dominante devant toutes les autres forces géologiques et naturelles qui avaient prévalu jusque-là.

### Prémices
L'idée que l'influence de l'humain sur le système terrestre serait devenue prédominante n'est pas nouvelle. Dès 1778, Buffon écrit dans Les Époques de la Nature : « La face entière de la Terre porte aujourd'hui l'empreinte de la puissance de l'homme ».
En 1864, l'écologiste américain George Perkins Marsh publie Man and Nature, Physical Geography as Modified by Human Action. En 1873, l'abbé Antonio Stoppani, professeur au Muséum de Milan, imagine dans son cours de géologie une ère géologique nouvelle, l'« Anthropozoïque ».
En 1922, à Paris, le géochimiste et biologiste Vladimir Vernadski et deux penseurs chrétiens : le professeur de géologie Pierre Teilhard de Chardin et le mathématicien et philosophe Édouard Le Roy développent le concept de noosphère, la « sphère de l'esprit humain » qui prend en compte l'influence grandissante de l'humain et de son pouvoir intellectuel et technologique sur la biosphère ; ces trois penseurs s'inspirent de la pensée de Bergson, exprimée dans son ouvrage L'Évolution créatrice.
À la suite de Vernadski qui a conceptualisé l'influence humaine sur les cycles chimiques de la Terre (La Géochimie puis La Biosphère) James Lovelock, père de l'hypothèse Gaïa étudie à son tour l'influence anthropique sur les cycles biochimiques.
La première occurrence du terme remonte à 1922, lorsque le géologue russe Alexeï Petrovitch Pavlov décrit les temps actuels comme ceux d'une période (ou système) « Anthropogénique » ou « Anthropocène », reprenant presque l'appellation « Anthropozoïque » de Stoppani.
En 1955, a lieu le symposium de Princeton : « La Terre, transformée par l'action humaine » (The Earth as modified by human action).
La prise de conscience des conséquences de l'activité humaine sur son environnement s'est accélérée entre autres avec le Club de Rome de 1972 et la publication du rapport Les Limites à la croissance (Limits to growth).
Le terme est utilisé ensuite dans les années 1980 par le biologiste américain Eugene Stoermer puis par le journaliste Andrew Revkin en 1992, avant d'être popularisé en 2000 par le météorologue et chimiste de l'atmosphère néerlandais Paul J. Crutzen associé à Eugene F. Stoermer.
Ce concept intéresse les chercheurs en sciences humaines et sociales, notamment depuis l'article de 2009 de l'historien postcolonial Dipesh Chakrabarty, qui provoque la controverse car cet auteur avance qu'avec l'arrivée de l'Anthropocène, histoire humaine et histoire géologique auraient convergé,.
Aujourd'hui, cette notion pourrait prendre un sens plus fort encore alors que l'espèce humaine est sur le point non plus seulement de comprendre et d'agir sur les processus biologiques et chimiques, mais de synthétiser la vie, ce que laisserait entendre l'annonce en mai 2010 que l'équipe de J. Craig Venter a synthétisé un génome et l'a inséré à la place du génome d'une bactérie qui a alors produit de nouvelles protéines.
Par ailleurs, une nouvelle dimension de l'Anthropocène pourrait être atteinte avec le développement de la géoingénierie, qui donnerait pour la première fois à l'humain la possibilité de modifier volontairement son environnement à l'échelle globale.
Enfin, le concept d'Anthropocène est également lié au courant de pensée qui vise à tisser des liens entre les différents impacts de l'humain sur la Terre (climat, biodiversité, ressources), et à chercher leur cause dans la société capitaliste et anthropocentriste. De nombreux ouvrages ont été publiés en ce sens en 2015 à la suite de l'encyclique Laudato si’ du pape François.
Depuis 2005, un groupe international d'experts scientifiques, le Group on Earth Observations (GEO), a été mis en place pour observer la Terre et mesurer notamment les conséquences des activités humaines.

### Validation du concept
S'agissant d'un terme de géologie, la création d'un nouvel intervalle dans l'échelle des temps géologiques doit suivre un processus établi d'études et d'approbation.
Le terme « Anthropocène » n'a pas été officiellement reconnu ni ajouté à l'échelle des temps géologiques, car, malgré un premier débat engagé en août 2012 à l'occasion du 34e congrès international de géologie réuni à Brisbane, en Australie, de nombreux géologues le jugent inadapté, anthropocentrique ou insuffisamment fondé par des preuves scientifiques [Quand ?].

#### Procédure
Les intervalles géologiques sont définis par leur limite inférieure qui doit correspondre à un évènement majeur à l'échelle du globe. Cet évènement doit être enregistré dans les sédiments, et exposé sur une coupe géologique (le stratotype) où on le définit comme point stratotypique mondial (PSM), équivalent en français du Global Boundary Stratotype Section and Point (GSSP). Le PSM est matérialisé sur le terrain par un clou d'or (symbole : ) que l'on retrouve dessiné sur les chartes stratigraphiques.
La sous-commission de stratigraphie du Quaternaire (Subcommission of Quaternary Stratigraphy) de la Commission internationale de stratigraphie (International Commission on Stratigraphy) doit adopter une recommandation et la proposer.
Enfin, l'intervalle et le nom de la nouvelle subdivision géologique doivent être enfin ratifiés par l'Union internationale des sciences géologiques (UISG), en anglais : International Union of Geological Sciences (IUGS).

#### Étapes franchies
L'Anthropocene Working Group  (« Groupe de travail sur l'Anthropocène ») (AWG), composé de trente-huit chercheurs, est créé en 2008 au sein de la Subcommission on Quaternary Stratigraphy  (« Sous-commission de stratigraphie du Quaternaire ») pour étudier le sujet. En 2008, une proposition est présentée à la commission de stratigraphie de la Société géologique de Londres pour faire de l'Anthropocène une unité formelle dans les divisions géologiques en époques. Une large majorité de cette commission décide que la proposition a ses mérites et doit en conséquence être examinée en détail. Progressivement des groupes de travail indépendants réunissant des scientifiques de différentes sociétés de géologie étudient si l'Anthropocène peut être formellement intégré dans l'échelle géologique. De plus en plus de scientifiques utilisent maintenant le terme « Anthropocène ». Ainsi en 2011, la Société américaine de géologie intitule son congrès annuel : Archean to Anthropocene: The past is the key to the future.

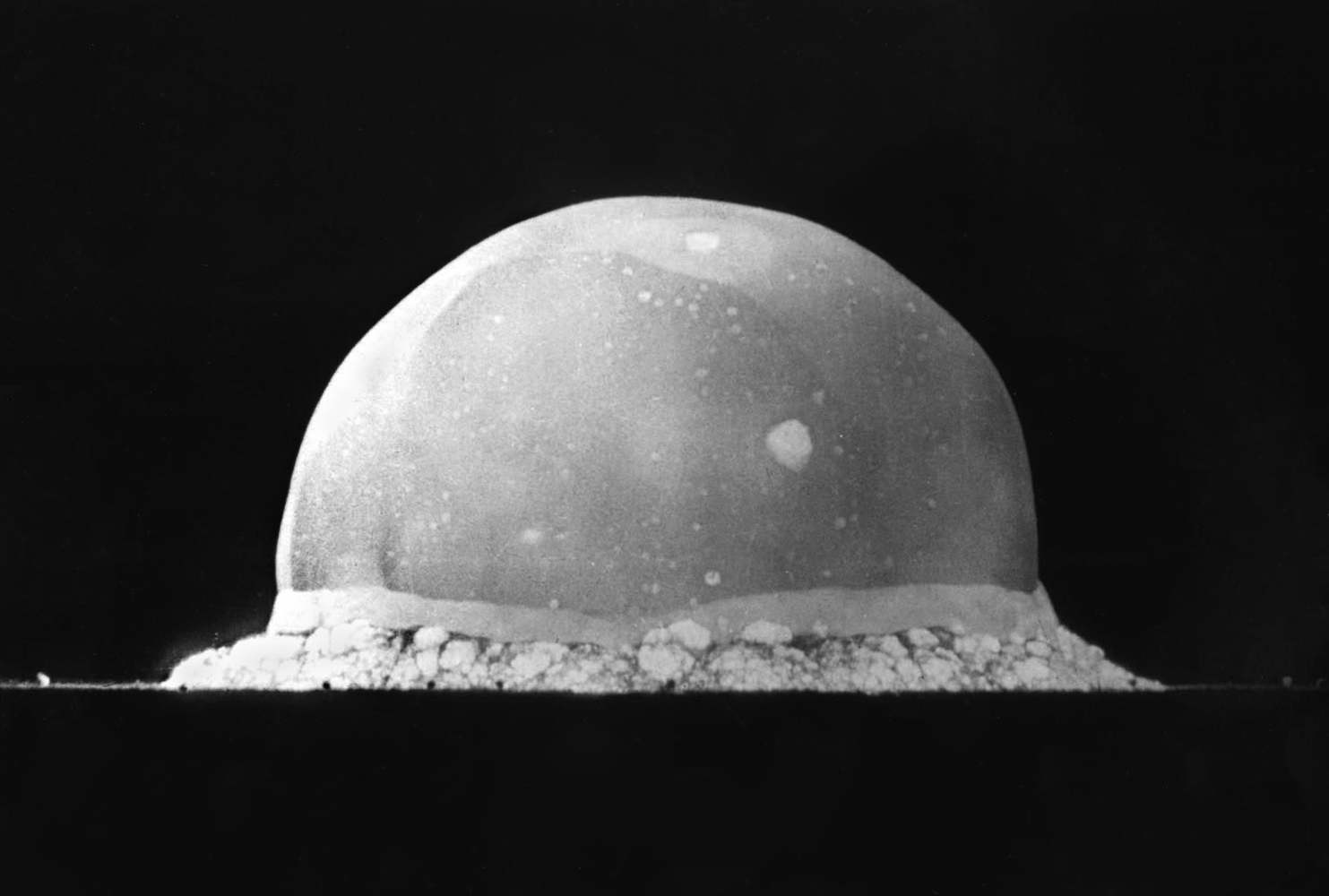
L'essai nucléaire Trinity de juillet 1945 a été proposé comme le début de l'Anthropocène.

En janvier 2015, 26 des 38 membres de l'AWG publient un article suggérant que l'essai nucléaire Trinity du 16 juillet 1945 aux États-Unis est la limite chronologique à retenir pour marquer le début de cette nouvelle époque. Cependant, d'importants groupes suggèrent d'autres dates. En mars 2015, un autre article paru dans Nature propose soit 1610 soit 1964.
En avril 2016 se tient à Oslo une rencontre au terme de laquelle une quarantaine de chercheurs indiquent qu'il y a lieu d'officialiser le concept,,.
L'AWG se réunit en août et septembre 2016, lors du 35e congrès géologique international au Cap, pour étudier l'intégration de l'Anthropocène en tant qu'époque géologique au sein de l'échelle des temps géologiques. L'Anthropocène n'y est pas reconnu. Par contre le découpage de l'Holocène en trois étages géologiques (Greenlandien, Northgrippien, Méghalayen) proposé par l'International Commission on Stratigraphy  (« Commission internationale de stratigraphie ») est entériné en 2018. Hamilton soutient qu'on considère alors que les conséquences des activités humaines affectent l'ensemble de la planète (touchant à la fois l’atmosphère, l’hydrosphère, la cryosphère, la biosphère et la lithosphère), allant donc au-delà de seulement certains écosystèmes.
En avril 2019, l'AWG annonce qu'il vote sur une proposition formelle à l'International Commission on Stratigraphy, afin de poursuivre le processus entamé lors de la réunion de 2016. En mai 2019, 29 des 34 membres du GTA votent en faveur d'une proposition officielle à faire d'ici 2021. Le GTA vote également pour une date de début de l'ère au milieu du XXe siècle. Dix sites sont proposés comme point stratotypique mondial, l'un d'eux sera choisi pour la proposition finale,. Les marqueurs envisagés incluent les microplastiques, les métaux lourds ou les radioisotopes issus des tests d'armes thermonucléaires.
Le choix du stratotype  relève de la décision de l'AWG et de la sous-commission au Quaternaire. Parmi une shortlist de neuf sites potentiels, le lac Crawford en Ontario est retenu, avec le plutonium comme marqueur,. Ensuite, ce site devra être ratifié par l'International Union of Geological Sciences  (« Union internationale des sciences géologiques »).

#### Rejet par la sous-commission à la stratigraphie du Quaternaire
Le 6 mars 2024, il est annoncé par voie de presse que la sous-commission à la stratigraphie du Quaternaire (SQS) de l'ICS refuse la proposition de création d'une nouvelle époque géologique nommée Anthropocène suivant un vote de ses membres de 12 voix contre et de 4 voix pour. Ce vote, bien qu'en partie contesté par certains membres du AWG et de la SQS favorables à la proposition, met de fait un coup d'arrêt au processus de validation.

## Débats
Si la pertinence scientifique d'une nouvelle ère géologique fait de plus en plus consensus, tel n'est pas le cas de sa frontière chronostratigraphique,,.

### Marques d'une nouvelle époque géologique
Les activités humaines ont la capacité de provoquer des modifications importantes de l'environnement terrestre, notamment :

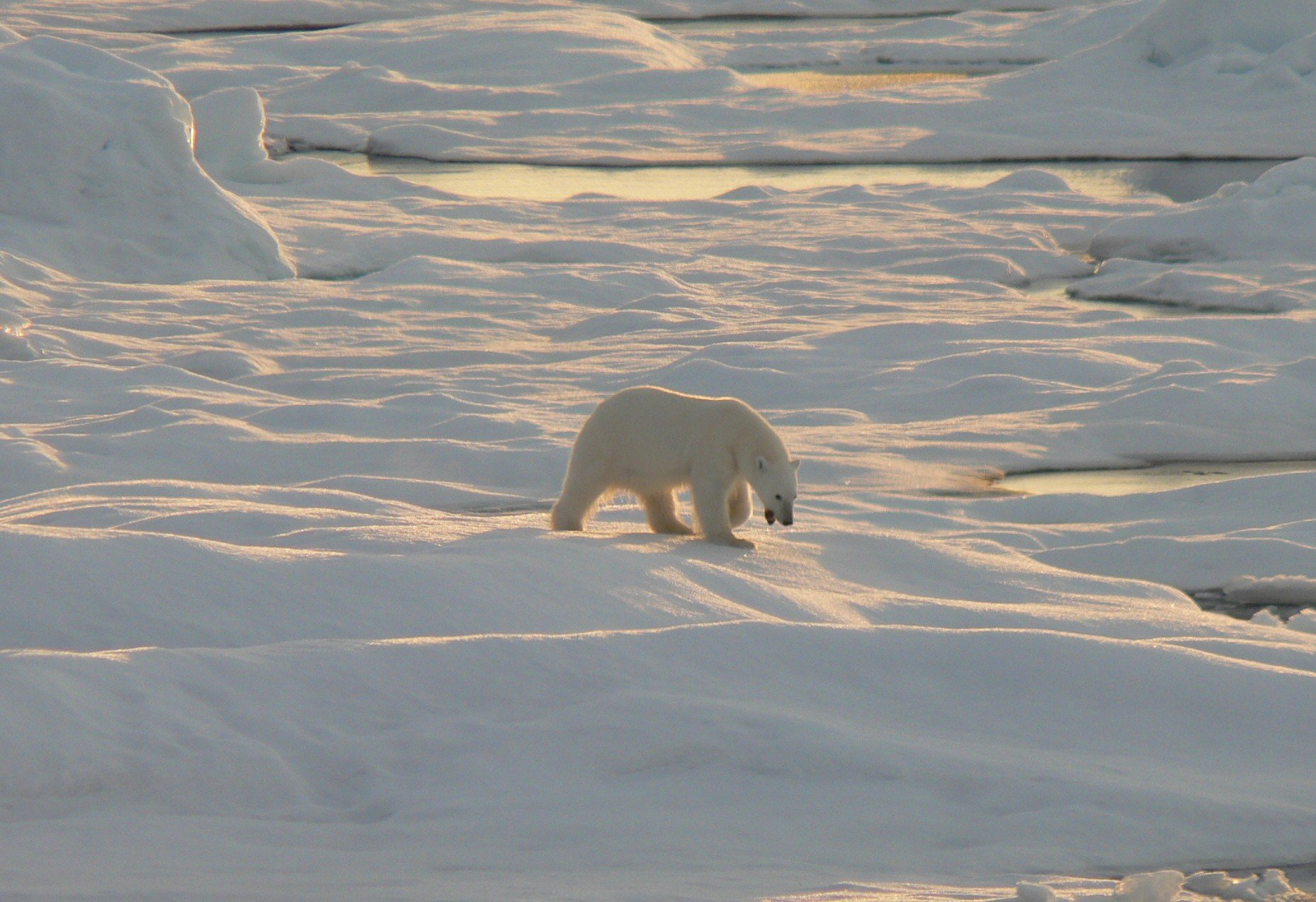
Quels espaces pour les espèces ?

- l'entrée en crise biologique globalisée, en raison de la dégradations des biomes avec pour conséquence majeure une perte de biodiversité à un rythme jamais atteint au cours des âges géologiques :
  - réduction, destruction, dégradation et autres modifications des habitats naturels
  - fragmentation écologique, causée notamment par l'évolution de la démographie et l'urbanisation, les industries et les transports ;
  - déforestation et les forêts artificielles ou secondaires (comme la forêt amazonienne, dont les incendies de 2019 révélèrent sa repousse trompeusement luxuriante, postérieurement au déclin des civilisations pré-colombiennes sud-américaines) ;
  - agriculture intensive, surpêche, braconnage à grande échelle ;
  - espèces adventives et espèces envahissantes introduites intentionnellement ou accidentellement par l'Homme ;

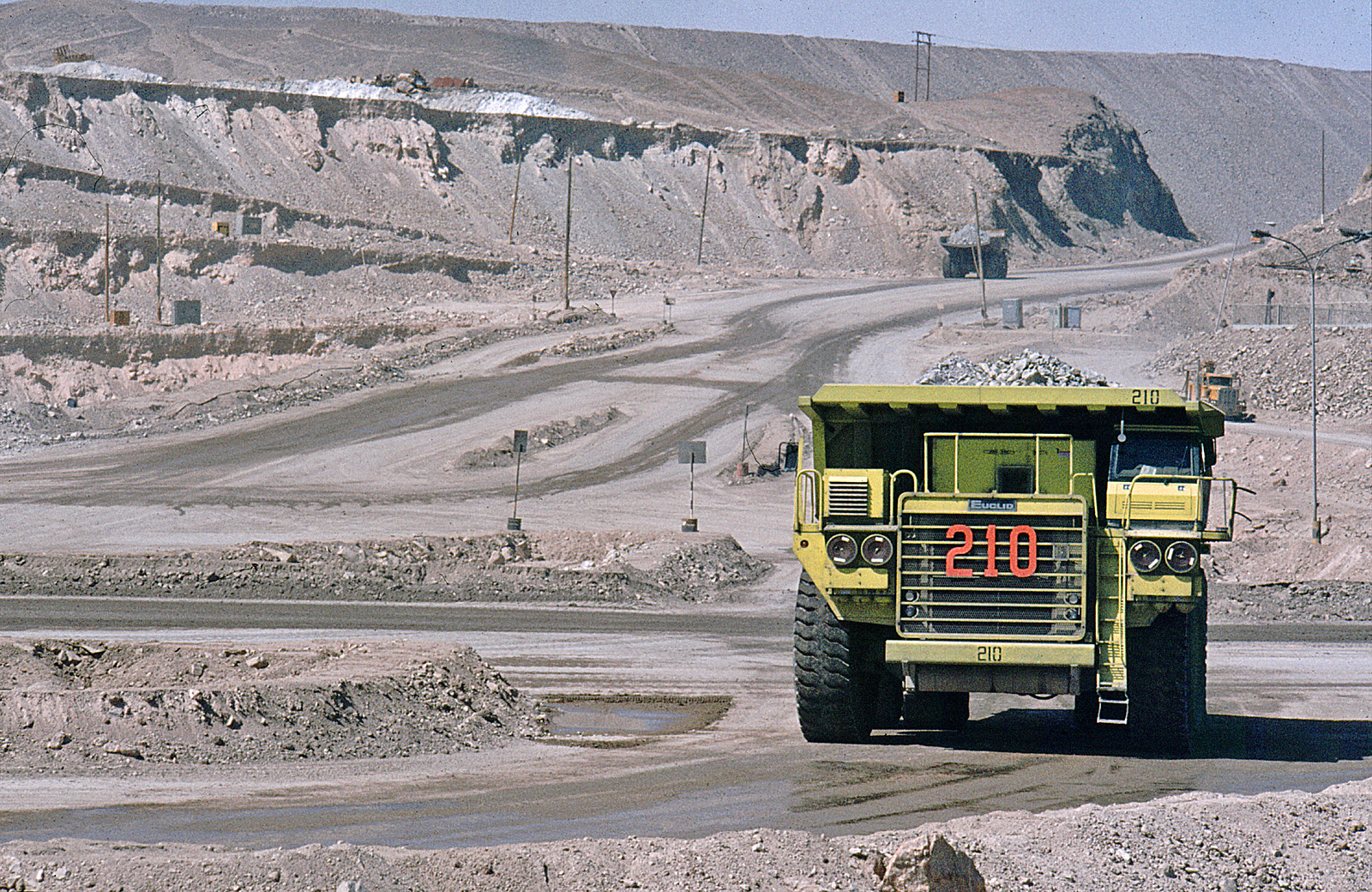
Mine de cuivre à ciel ouvert de Chuquicamata au Chili (13 % des réserves mondiales connues en cuivre).

- l'altération de la géologie et la géochimie :
  - changement de cycle de certains éléments (azote, phosphore, soufre) ;
  - l'accélération et l'expansion des phénomènes d'érosion imputables à l'activité anthropique[40] (mines, extractions liées aux énergies fossiles, recul des côtes et berges par exploitation des sables, disparition du couvert végétal avec lessivage des sols dénudés, etc.)
  - l'exploitation du nucléaire comme énergie ou comme arme ;
  - la pollution : non plus seulement ses formes locales et transitoires (ex : les marées noires) mais surtout des formes globalisées à caractère pérenne (composition atmosphérique, omniprésence des microplastiques, pesticides et perturbateurs endocriniens, etc.) qui marquent désormais les sédiments à un échelon global.

L'impact de ces modifications dépasse les fluctuations naturelles, en particulier au niveau du climat planétaire et des grands équilibres de la biosphère. Par exemple, l’humanité déplace aujourd'hui plus de sédiments au travers de ses activités (mines, carrières, constructions, etc.) que la totalité des rivières du globe,. De nouveaux types de sédiments apparaissent, comme le plastiglomérat, ce qui peut être vu comme un marqueur de l'étage géologique de l'Anthropocène.

### Propositions de limite inférieure (point stratotypique mondial ou PSM)
Le concept de l'Anthropocène a plu rapidement à une grande partie de la communauté scientifique. Toutefois, de grandes questions apparaissent : à quand faire remonter le début de cette époque ? Quels phénomènes devrait-on y inclure ?

#### An1784
Paul Josef Crutzen, après avoir proposé l'an 1784 comme date de début de l'Anthropocène (date du brevet de la machine à vapeur par James Watt, prémices de la révolution industrielle), considère (avec le spécialiste de l'environnement Will Steffen et l'historien John McNeill) qu'après la phase I de l'ère industrielle, l'homme est entré de 1945 à 2015 dans la phase II de l'Anthropocène – dite la « Grande accélération » (Great Acceleration) qui voit l'augmentation accélérée de la concentration en dioxyde de carbone de l'atmosphère qui « atteint un stade critique car 60 % des services fournis par les écosystèmes terrestres sont déjà dégradés ». Ces mêmes scientifiques proposent une phase III depuis 2015 : l'ère de l'intendance planétaire reposant sur l'éveil écologique et appelée à faire un appel croissant à la science du système Terre.
Pour d'autres, le caractère récent des phénomènes invoqués est mis en doute par l'archéologie et l'histoire, qui retracent les modifications à grande échelle du paysage et du biotope par l'activité humaine dès le Paléolithique, lorsque la maîtrise du feu et la pratique répétée du brûlis pour chasser ont fait reculer les milieux forestiers (et les espèces qui y vivent) au profit des milieux ouverts (savane, prairie) et des humains qui y ont évolué.

#### 14 000 ansAP
De son côté, Felisa Smith (de l'université du Nouveau-Mexique à Albuquerque) place le début de l'Anthropocène à 14 000 ans AP, lors de la colonisation de l'Amérique du Nord par les premiers chasseurs-cueilleurs asiatiques, cette colonisation ayant entraîné la disparition de nombreuses espèces d'herbivores de grande taille. Ces animaux produisaient de grandes quantités de méthane libéré dans l'atmosphère terrestre, contribuant ainsi au changement climatique naturel ; la diminution du méthane atmosphérique aurait alors conduit au Dryas récent.

#### 5 000 ansav. J.-C.
Selon la thèse controversée du paléoclimatologue William Ruddiman, l'Anthropocène aurait débuté 5 000 ans av. J.-C., période où on observe une augmentation des teneurs en méthane avec le développement de la culture du riz, la domestication animale et le défrichement des forêts.

#### Synthèse 2015 des propositions de limite inférieure pour l'Anthropocène
Simon Lewis et Mark Maslin, un géographe et un géologue britanniques, ont récapitulé en mars 2015 les principales propositions de dates pour la base de l'Anthropocène. De la plus ancienne à la plus récente :
- extinction de la mégafaune pléistocène datée par les fossiles, selon les régions du monde, entre −50 000 et −10 000 ans ;
- début de l'agriculture, marqué par l'apparition de pollens de plantes cultivées dans les sédiments et daté en moyenne à −11 000 ans mais avec une large plage de variations de l'ordre de 5 000 ans ;
- début de l'agriculture extensive, souligné par une inflexion positive des teneurs en gaz carbonique (CO2) enregistrées dans les glaces des pôles à partir d'il y a environ −8 000 ans ;
- développement de la culture du riz repéré dans ces mêmes glaces par une augmentation des teneurs en méthane (CH4) à partir d'il y a −6 500 ans ;
- Anthropisation des sols, identifiée par la présence de niveaux localisés riches en matière organique noire entre il y a −3 000  à   −500 ans selon les régions ;
- mise en contact (« collision ») entre l'Ancien et le Nouveau Monde à compter de 1492, évènement qui va conduire à une diminution rapide de 7 à 10 parties par million (ppm) des teneurs en gaz carbonique dans l'atmosphère (enregistrée dans les glaces des pôles) pour aboutir à un minimum historique en 1610[48] ;
- révolution industrielle marquée par l'enregistrement de cendres dans les glaces, résidus de la combustion du carbone fossile (charbon, puis hydrocarbures) qui apparaissent progressivement entre 1760 et 1880 selon les régions du monde. L'augmentation du taux de CO2 dans l'atmosphère qui en résulte est progressive avant la « Grande accélération »[45] du milieu du XXe siècle ;
- essais et explosions des bombes atomiques en 1945[note 2],[49],[50],[51], et surtout les nombreux essais nucléaires atmosphériques des années 1950 et 1960 qui ont libéré une grande quantité de divers radionucléides et radioisotopes (dont du carbone 14) dans l'air ; assez pour doubler le taux normal de 14C de l'atmosphère[52]. La radioactivité est captée et piégée dans les plantes et en particulier les arbres dont les cernes permettent une datation de l'évènement (dendrochronologie). Le pic de cette radioactivité se situe en 1964 juste après l'arrêt des essais nucléaires atmosphériques par les deux principales puissances nucléaires de l'époque, les États-Unis et l'Union soviétique ;
- présence de substances chimiques industrielles polluantes et persistantes, comme l'hexafluorure de soufre SF6, gaz que l'on retrouve piégé dans les glaces depuis environ 1950.

#### An1610
Parmi toutes ces propositions, Lewis et Maslin privilégient celles qui ont généré un marqueur le plus ponctuel possible et dont l'extension est la plus globale conformément à la définition d'un PSM. Ils en retiennent deux :
- la mise en contact entre l'Ancien Monde et le Nouveau Monde et donc le mélange des biotes et des plantes et animaux à vocation alimentaire lié à la globalisation du monde aurait conduit :
  - tout d'abord à une chute spectaculaire de la population du continent américain durant les 150 années faisant suite à l'arrivée des premiers colons européens[note 3],[53] et donc la réduction considérable des surfaces cultivées qui favorise la séquestration du CO2 par la végétation,
  - puis à partir du minimum de CO2 atmosphérique de 1610, que Lewis et Maslin[6] nomment l'Orbis spike du latin orbis (globe ou monde), les teneurs en gaz carbonique de l'atmosphère commencent à augmenter, phénomène qui se poursuit de nos jours après s'être nettement accentué depuis la « Grande accélération » du milieu du XXe siècle[45] : voir la courbe d'évolution des teneurs en CO2 entre l'an 1000 et l'an 2000[54]. Cette date limite de 1610, correspondant au début d'un changement global, à la fois climatique, chimique et paléontologique lié au mélange des biotes, remplirait la définition pour la base (PSM) d'une nouvelle époque géologique avec l'enregistrement de pollens[note 4],[55] et autres fossiles dans les sédiments marins ou lacustres. Le choix du paramètre des teneurs en CO2 a cependant le défaut de sa faible croissance au moins jusqu'au début de la révolution industrielle, voire de la « Grande accélération »[45] des années 1950 ;
- cette période de « Grande accélération » paraît a priori plus favorable pour le choix de la base d'une possible époque de l'Anthropocène. Les indicateurs d'activité et de pollution humaine deviennent très significatifs et généralisés. Parmi tous ces marqueurs le « bomb GSSP[Quoi ?] » (« PSM[Quoi ?] atomique ») de Lewis et Maslin[6] est le plus aigu avec un pic très net en 1964 en réponse à la diminution significative du nombre d'essais nucléaires atmosphériques à la suite de la signature par les États-Unis, l'Union soviétique et le Royaume-Uni du Traité d'interdiction partielle des essais nucléaires en 1963[note 5]. Le point faible de cet indicateur est que, s'il a certes la potentialité d'affecter considérablement la vie sur Terre, il concerne un événement qui n'est pas encore survenu à une échelle globale. Par ailleurs un PSM aussi récent que 1964 laisse trop peu de recul en termes d'enregistrement sédimentaire.

Lewis et Maslin retiennent finalement la première hypothèse, l'an 1610, comme possible base d'une époque géologique de l'Anthropocène car elle marque le début d'une période inconnue jusqu'à présent sur Terre, d'homogénéisation du biote terrestre appelée aussi l'échange colombien ou le « grand échange ».
La proposition est largement étayée en mars 2019 par les travaux de divers chercheurs de l'University College de Londres et de l'université de Leeds. L'étude démontre que la disparition de 90 % de la population précolombienne (56 millions de morts en 1600, sur 60 millions) a engendré, par la perte des agriculteurs, la reforestation naturelle d'une surface estimée à 56 millions d'hectares entre les pics épidémiques de 1520-1540 et le refroidissement de 1610. Cette biomasse aurait capté suffisamment de dioxyde de carbone pour affaiblir l'effet de serre, engendrant une diminution moyenne (déjà remarquée) de 0,15 °C à l'échelle de la planète,. Selon les chercheurs, si la « Grande Mortalité » (Great dying) n'est pas responsable du petit âge glaciaire, elle est toutefois valable comme borne d'entrée probante à l’Ère de l'Homme.

#### 1952–1962
La décennie 1952-1962, caractérisée par des essais de bombes thermonucléaires dans l'atmosphère, a pour principal intérêt de constituer un marqueur géologique ubiquiste. Elle manifeste une nouvelle capacité humaine de changement environnemental rapide et destructeur à l'échelle mondiale.
Le 15 novembre 2021, M.J. Head et Al. publient un article dans Episodes, le journal of international geosciences dans lequel ils estiment que "la Grande Accélération est réelle et fournit une base quantitative pour la Série/Epoque Anthropocène proposée[incompréhensible]".

### Époque ou âge géologique?
L'éventuelle introduction d'une nouvelle subdivision dans l'échelle des temps géologiques ferait se poser la question du niveau hiérarchique de celle-ci. L'Anthropocène serait-il une époque/période ou un simple âge/étage géologique, ?
Une réponse est fournie par le géologue polonais Jan Zalasiewicz, grand spécialiste de l'Anthropocène ; il a démontré que l'impact de l'activité humaine récente serait probablement enregistré dans les sédiments du futur pendant des millions d'années, justifiant ainsi pleinement le titre d'époque pour l'Anthropocène,.
La création d'une époque Anthropocène mettrait alors en question le statut de l'actuelle époque de l'Holocène qui, aujourd'hui, s'étend de −11 700 ans à nos jours. Cette époque se terminerait en l'an 1610, si l'on suit la préconisation de Lewis et Maslin. Elle aurait donc une durée considérablement inférieure aux autres époques géologiques qui se sont étendues sur plusieurs dizaines de millions d'années,.
Il paraîtrait alors logique de rétrograder l'époque Holocène au rang d'âge, tout en modifiant son nom auquel il faudrait adjoindre le suffixe « -ien » des âges/étages. Ainsi l'âge/étage « Holocénien » serait créé et deviendrait le dernier âge de l'époque du Pléistocène.
| Ère        | Période     | Époque       | Étage           |
| ---------- | ----------- | ------------ | --------------- |
| Cénozoïque | Quaternaire | Anthropocène | « Crawfordien » |
| Cénozoïque | Quaternaire | Pléistocène  | « Holocénien »  |
| Cénozoïque | Quaternaire | Pléistocène  | Tarentien       |
| Cénozoïque | Quaternaire | Pléistocène  | Ionien          |
| Cénozoïque | Quaternaire | Pléistocène  | Calabrien       |
| Cénozoïque | Quaternaire | Pléistocène  | Gélasien        |

## Critiques du concept

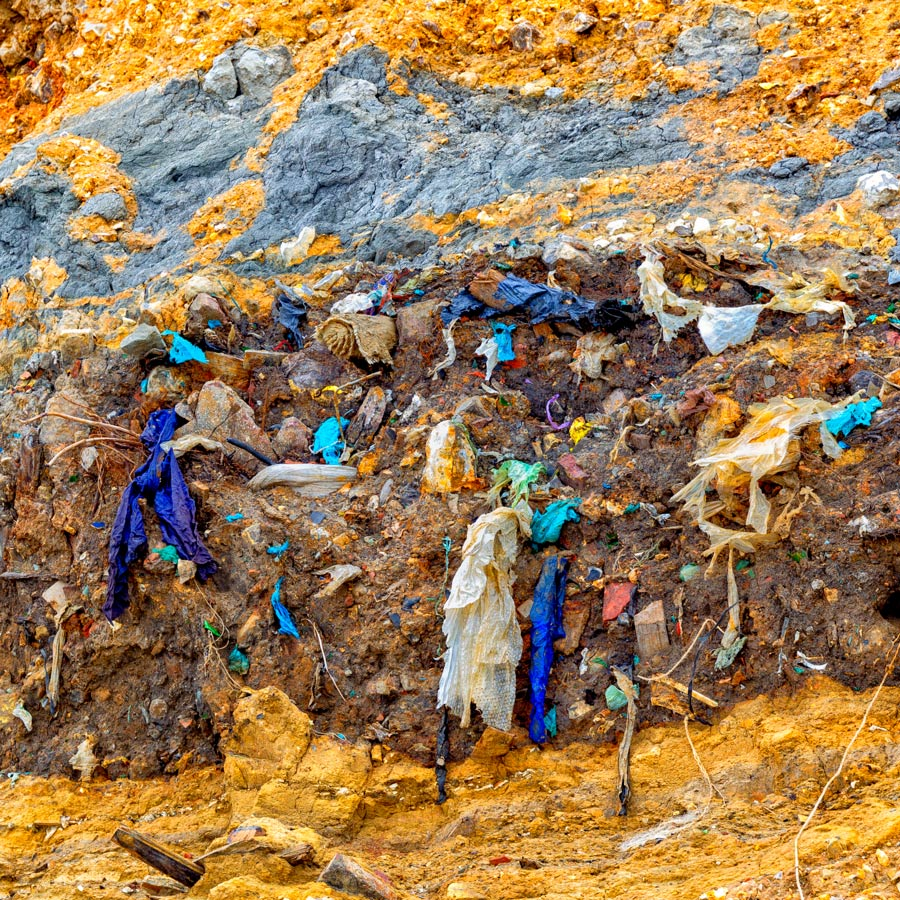
Couche de détritus variés coincée entre une couche de calcaire et une couche de marne grise à la suite de l'effondrement d'une falaise.

En raison de sa courte durée sur l'échelle des temps géologiques, l'Anthropocène s'apparenterait davantage à une crise biologique qu'à une époque.
Des scientifiques soulignent que les paléontologues du futur découvriront beaucoup plus de déchets (notamment des plastiglomérats) que de restes humains fossilisés. C'est pourquoi Maurice Fontaine de l'Académie des sciences française, (directeur du Muséum national d'histoire naturelle de 1966 à 1970) et, à sa suite, de nombreux autres biologistes et géologues, utilisent les termes de « Poubellien » ou « Molysmocène » (« âge des déchets » en grec). S'agissant des fossiles du futur, 95 % de la biomasse des vertébrés terrestres est désormais constituée d'espèces domestiques. Des scientifiques alertent sur la probabilité que d'ici trois siècles la vache domestique devienne le plus grand animal terrestre par disparition de la mégafaune sauvage.
De nombreux enjeux sont sous-jacents à la notion d'Anthropocène, dont certains sont politiques. Selon l’anthropologue Joël Candau, la question de sa dénomination « focalise le débat public autour des risques écologiques, parfois au détriment d’autres problématiques (sociales, économiques), et à ce titre nourrit des controverses comme, par exemple  [sic], celle qui oppose l’immense majorité des scientifiques aux climatosceptiques ».
Sans nier l'existence de l'Anthropocène, d'autres chercheurs considèrent que la construction de cette idée favorise « un grand récit géocratique de l'Anthropocène », à savoir le primat des connaissances scientifiques dans le pilotage des questions environnementales alors que, selon eux, ce qu'ils nomment l'« événement Anthropocène » est en réalité une conséquence de choix politiques historiques (par exemple, à la fin du XIXe siècle, la préférence pour le pétrole présent dans les espaces de domination européens au détriment du bois).
Des historiens engagés substituent au terme « Anthropocène » celui de « Capitalocène », estimant que la responsabilité de cette période de bouleversements incombe au seul capitalisme — via la révolution industrielle — et non à l'humanité dans son ensemble,. Privilégiant ce terme, les historiens Christophe Bonneuil et Jean-Baptiste Fressoz soulignent que si la population mondiale a été multipliée par 10 entre 1700 et 2008, ou par 6 entre 1800 et 2000, la consommation d’énergie a été multipliée par 40 entre 1800 et 2000, et le capital — pris dans son sens élargi agrégeant capital productif et patrimoines privés — par 134 entre 1700 et 2008 (calcul effectué en dollars 1990 constants à partir des données de Thomas Piketty dans Le Capital au XXIe siècle),.
Jean-Baptiste Fressoz propose également le terme de « Thanatocène » (ère de la mort), estimant que « les livres les plus éclairants pour comprendre l’Anthropocène sont souvent ceux d’historiens économistes du fait militaire », et que « les mêmes technologies de destruction contre les humains sont ensuite appliquées sur les vivants en général : les pesticides, le fil à nylon utilisé pour la pêche vient des parachutes, l’aviation, les autoroutes, autant d’éléments très polluants qui viennent des militaires ».
La définition de l'Anthropocène peut ne pas se fonder seulement sur les modifications par l'humain de l'environnement mais également sur sa nature biologique. Cette extension du concept fait référence à des phénomènes comme le Human Genome Project, l'ingénierie génétique, le genetic screening des nouveau-nés, ou l'eugénisme. Des spécialistes comme Mehlman vont jusqu'à imbriquer l'Anthropocène dans le transhumanisme et le posthumanisme en raison de la reconfiguration des processus de reproduction et de sélection naturelle.

### Filmographie
- Anthropocène : L'époque humaine, 2018
- L'âge de l'anthropocène, des origines aux effondrements de Gwarr Greff, 2019[78],[79]
- Anthropocène l'implacable enquête de Cédric Defert, 2024

#### Bases de données et dictionnaires
- Notices dans des dictionnaires ou encyclopédies généralistes :   - Britannica
  - Brockhaus
  - Den Store Danske Encyklopædi
  - Gran Enciclopèdia Catalana
  - Store norske leksikon
  - Universalis
- Notices d'autorité :   - BnF (données)
  - IdRef
  - LCCN
  - GND
  - Pologne
  - Tchéquie
  - Lettonie